# Nemoura ceciliae
Nemoura ceciliae är en bäcksländeart som beskrevs av Aubert 1956. Nemoura ceciliae ingår i släktet Nemoura och familjen kryssbäcksländor. Inga underarter finns listade i Catalogue of Life.